# Manuel Alonso
Manuel Alonso de Areyzaga, född 12 november 1895, San Sebastián, Spanien, död 11 oktober 1984 i Madrid var en spansk högerhänt tennisspelare.
Alonso var under 1920-talet en av världens bästa amatörspelare och den förste manlige spanske tennisspelare som nådde internationell toppklass. Han rankades bland världens 10 bästa singelspelare 1925-27, som bäst som nummer 5 (1927). Året innan, 1926, rankades han som nummer två i USA efter Bill Tilden och före den japanske spelaren Takeichi Harada.

## Tenniskarriären
Alonso vann inga Grand Slam-titlar, men nådde 1921 finalen i the All Comers Round i Wimbledonmästerskapen och semifinal i Franska mästerskapen. I semifinalen the All Comers Round i Wimbledonmästerskapen mötte han den japanske tennisspelaren och 1920 års All Comers-finalist, Zenzo Shimidzu, som han besegrade över fem set (3-6, 7-5, 3-6, 6-4, 8-6). I finalen förlorade han mot Brian Norton (5-7, 4-6, 7-5, 6-3, 6-3).
Under 1920-talet bodde Alonso under flera år i USA. Han nådde vid fyra tillfällen (1922, 1923, 1925 och 1927) kvartsfinalen i Amerikanska mästerskapen.
Manuel Alonso deltog i det spanska Davis Cup-laget 1921-22, 1924-25, 1931 och 1936. Han spelade totalt 25 matcher av vilka han vann 14. År 1925 nådde det spanska laget semifinal i den amerikanska zonen mot Japan. Alonso besegrade Shimidzu (7-5 6-0 3-6 6-3) men förlorade mot Takeichi Harada (6-2 4-6 3-6 4-6). I dubbelmatchen spelade Alonso tillsammans med sin 5 år äldre bror (José-Maria Alonso-Areyzaga). Paret förlorade mot Harada/Shimidzu med 2-6 3-6 6-2 10-8 3-6. Det japanska laget vann mötet med 3-2 i matcher.

## Spelaren och personen
Manuel Alonso upptogs 1977 i International Tennis Hall of Fame.